# Agencia Espacial Australiana
La Agencia Espacial Australiana (en inglés: Australian Space Agency) es una agencia dependiente del gobierno australiano responsable del desarrollo de la industria espacial comercial de Australia, coordinando las actividades nacionales, identificando oportunidades y facilitando el compromiso espacial internacional que incluya a las partes interesadas. Su sede, inaugurada en febrero de 2020, se encuentra en Lot Fourteen, en Adelaida, la capital de Australia Meridional.

## Historia
En 2008, Australia era el único país de la OCDE sin agencia espacial, aparte de Islandia, ya que el anterior Programa Espacial Nacional y la Oficina Espacial Australiana (ASO) fueron disueltos por el gobierno federal en 1996. Un informe gubernamental del Comité Permanente de Economía del Senado australiano señalaba que Australia estaba "perdiendo oportunidades" y recomendaba la creación inmediata de una agencia.
En 2009, la Unidad de Política Espacial financió el Programa Australiano de Investigación Espacial durante tres años.
El 16 de septiembre de 2016, Andrea Boyd, australiana que trabaja como ingeniera de operaciones de vuelo para la Estación Espacial Internacional en Colonia (Alemania), pronunció un discurso en la Cumbre de Socios de Global Access en la Casa del Parlamento de Sídney, en el que instó a Australia a aprovechar las oportunidades comerciales del nuevo mercado espacial y a proteger su soberanía nacional mediante la creación de una agencia espacial nacional. En respuesta, el instituto político australiano Global Access Partners creó un grupo de trabajo formado por Andrea Boyd, los ex astronautas Andy Thomas AO y Gregory Chamitoff, así como científicos, empresarios, innovadores, analistas financieros y juristas australianos e internacionales. El grupo de trabajo estuvo presidido por Jason Held, fundador de Saber Astronautics. El grupo de trabajo, cofinanciado por el Ministerio Federal de Industria, Innovación y Ciencia, abogó por la creación de una agencia espacial australiana con fines comerciales y presentó su informe al Gobierno australiano en agosto de 2017.
El 25 de septiembre de 2017, en el Congreso Astronáutico Internacional de Adelaida, el senador Simon Birmingham anunció que el Gobierno australiano pondría en marcha una agencia espacial nacional tras la investigación de un grupo de referencia de expertos dirigido por Megan Clark, antigua directora ejecutiva de CSIRO.
Como parte del anuncio del presupuesto de 2018 del gobierno australiano, se incluyeron AU$26 millones de dólares en financiación inicial durante cuatro años a partir de 2018 para establecer la Agencia Espacial Australiana, con otros AU$15 millones para inversiones espaciales internacionales a partir de 2019.
El presupuesto fue criticado por insuficiente por las empresas espaciales privadas australianas, incluidas Delta-V y Gilmour Space Technologies, y la arqueóloga espacial Alice Gorman señaló que los intentos de bajo presupuesto para iniciar una agencia espacial australiana han fracasado en el pasado.
El 14 de mayo de 2018, la senadora Michaelia Cash anunció oficialmente el lanzamiento de la Agencia Espacial Australiana, identificando el 1 de julio de 2018 como la fecha de inicio de la agencia, con Megan Clark como jefa inaugural de la agencia durante al menos el primer año.
El 12 de diciembre de 2018, el primer ministro Scott Morrison anunció oficialmente que Adelaida se convertiría en la sede de la Agencia Espacial Australiana. Se ubicaría en Lot Fourteen, el emplazamiento del antiguo Hospital Real de Adelaida, cerca de la esquina noreste del centro de la ciudad de Adelaida, en 2019.
La agencia abrió sus oficinas el 19 de febrero de 2020. Su objetivo es triplicar el tamaño de la industria espacial australiana y crear 20 000 nuevos puestos de trabajo para 2030.
El 13 de octubre de 2021, el gobierno australiano anunció un acuerdo con la NASA por el que investigadores y científicos australianos construirían un vehículo explorador que sería enviado a la Luna en 2026.
En marzo de 2022, la agencia y la Universidad de Adelaida declararon que trabajarían juntas en la exploración de Marte.

## Responsabilidades
La Agencia tiene seis responsabilidades principales:
- Proporcionar políticas nacionales y asesoramiento estratégico sobre el sector espacial civil.
- Coordinar las actividades domésticas del sector espacial civil nacional de Australia.
- Apoyando el crecimiento de la industria espacial de Australia y el uso del espacio en la economía en general.
- Liderando el compromiso civil internacional del espacio.
- Administrar la legislación sobre actividades espaciales y cumplir con nuestras obligaciones internacionales.
- Inspirando a la comunidad australiana y la próxima generación de empresarios espaciales.

De acuerdo con las responsabilidades anteriores, es diferente de otros programas espaciales establecidos en su enfoque para promover el desarrollo privado y las empresas en lugar de las operaciones espaciales estatales (en contraste con la NASA y la Agencia Espacial Europea).